# Coppa del Mondo di scherma
La Coppa del Mondo di scherma è un circuito internazionale di gare di scherma organizzato annualmente dalla Federazione internazionale della scherma (FIE) a partire dalla stagione 1968.
Sono assegnati complessivamente dodici titoli (il maschile e il femminile, sia individuale che di squadra, per ciascuna delle tre discipline della scherma); la spada maschile è presente dalla prima edizione mentre le altre discipline maschili e il fioretto femminile individuali sono presenti dal 1972; gli individuali di spada e sciabola femminili sono stati aggiunti rispettivamente nel 1989 e nel 2000. Sempre nel 2000 furono anche introdotti i titoli a squadre.

## Organizzazione
Le gare si svolgono abitualmente da settembre a giugno. Esistono circuiti separati per ciascuna specialità, anche se occasionalmente alcuni eventi ospitano più discipline.
Inizialmente, la quasi totalità delle prove si svolgevano in Europa, per via della maggior diffusione della scherma in questo continente. Dall'inizio del XXI secolo le prove si sono estese in maniera significativa agli altri continenti.
In ciascuna gara del circuito, i primi 64 classificati ricevono i seguenti punteggi:
| Posizione          | Punti |
| ------------------ | ----- |
| 1ª                 | 32    |
| 2ª                 | 26    |
| 3ª (ex aequo)      | 20    |
| dalla 5ª all'8ª    | 14    |
| dalla 9ª alla 16ª  | 8     |
| dalla 17ª alla 32ª | 4     |
| dalla 33ª alla 64ª | 2     |

Le prove di Coppa del Mondo classificate come Grand Prix assegnano un punteggio aumentato del 50%.
La classifica finale è data dalla somma dei punti delle migliori 5 prove di ogni atleta a cui si sommano i punti dei Campionati Continentali (con punteggio aumentato del 50% rispetto alle prove di coppa) e quelli dei Mondiali (con punteggio pari a 2,5 volte quello base).

## Albo d’oro

### Coppa del Mondo individuale
| Edizione | Uomini              | Uomini                 | Uomini                          | Donne                     | Donne             | Donne                     |
| Edizione | Fioretto            | Sciabola               | Spada                           | Fioretto                  | Sciabola          | Spada                     |
| -------- | ------------------- | ---------------------- | ------------------------------- | ------------------------- | ----------------- | ------------------------- |
| 1968     |                     |                        | Roland Losert                   |                           |                   |                           |
| 1969     | Aleksej Nikančikov  |                        |                                 |                           |                   |                           |
| 1970     | Pál Schmitt         |                        |                                 |                           |                   |                           |
| 1971     | Nicola Granieri     |                        |                                 |                           |                   |                           |
| 1972     | Witold Woyda        | Viktor Sidjak          | Csaba Fenyvesi                  | Antonella Ragno           |                   |                           |
| 1973     | Jenő Kamuti         | Viktor Sidjak          | Rolf Edling                     | Valentina Nikonova        |                   |                           |
| 1974     | Aleksandr Roman'kov | Mario Aldo Montano     | Rolf Edling                     | Ildikó Farkasinszky-Bóbis |                   |                           |
| 1975     | Christian Noël      | Vladimir Nazlymov      | Boris Lukomskij                 | Ol'ga Knjazeva            |                   |                           |
| 1976     | Aleksandr Roman'kov | Viktor Krovopuskov     | Alexander Pusch                 | Elena Novikova-Belova     |                   |                           |
| 1977     | Carlo Montano       | Vladimir Nazlymov      | Johan Harmenberg                | Valentina Sidorova        |                   |                           |
| 1978     | Matthias Behr       | Imre Gedővári          | Aleksandr Abušachmetov          | Elena Novikova-Belova     |                   |                           |
| 1979     | Vladimir Smirnov    | Viktor Krovopuskov     | Stefano Bellone                 | Valentina Sidorova        |                   |                           |
| 1980     | Vladimir Smirnov    | Imre Gedővári          | Alexander Pusch                 | Valentina Sidorova        |                   |                           |
| 1981     | Andrea Borella      | Gianfranco Dalla Barba | Alexander Pusch                 | Dorina Vaccaroni          |                   |                           |
| 1982     | Mauro Numa          | Imre Gedővári          | Angelo Mazzoni                  | Cornelia Hanisch          |                   |                           |
| 1983     | Mauro Numa          | Vasil Etropolski       | Elmar Borrmann                  | Dorina Vaccaroni          |                   |                           |
| 1984     | Andrea Borella      | Imre Gedővári          | Olivier Lenglet                 | Dorina Vaccaroni          |                   |                           |
| 1985     | Mauro Numa          | Vasil Etropolski       | Robert Felisiak - Roberto Manzi | Laurence Modaine          |                   |                           |
| 1986     | Federico Cervi      | Vasil Etropolski       | Alexander Pusch                 | Christiane Weber          |                   |                           |
| 1987     | Andrea Borella      | Janusz Olech           | Arnd Schmitt                    | Zsuzsanna Jánosi          |                   |                           |
| 1988     | Stefano Cerioni     | Imre Bujdosó           | Sandro Cuomo                    | Zsuzsanna Jánosi          |                   |                           |
| 1989     | Andrea Borella      | Vilmoș Szabo           | Éric Srecki                     | Zita-Eva Funkenhauser     |                   | Eva-Maria Ittner          |
| 1990     | Dmitrij Ševčenko    | Grigorij Kirienko      | Olivier Lenglet                 | Anja Fichtel-Mauritz      | Elisa Uga         |                           |
| 1991     | Thorsten Weidner    | Péter Abay             | Arnd Schmitt                    | Giovanna Trillini         | Mariann Horváth   |                           |
| 1992     | Serhij Holubyc'kyj  | Vilmoș Szabo           | Éric Srecki                     | Margherita Zalaffi        | Mariann Horváth   |                           |
| 1993     | Serhij Holubyc'kyj  | Marco Marin            | Angelo Mazzoni                  | Diana Bianchedi           | Elisabeth Knechtl |                           |
| 1994     | Serhij Holubyc'kyj  | Stanislav Pozdnjakov   | Angelo Mazzoni                  | Giovanna Trillini         | Katja Nass        |                           |
| 1995     | Serhij Holubyc'kyj  | Stanislav Pozdnjakov   | Éric Srecki                     | Giovanna Trillini         | Taymi Chappé      |                           |
| 1996     | Rolando Tucker      | Stanislav Pozdnjakov   | Jean-François Di Martino        | Valentina Vezzali         | Tímea Nagy        |                           |
| 1997     | Wolfgang Wienand    | Damien Touya           | Éric Srecki                     | Valentina Vezzali         | Valérie Barlois   |                           |
| 1998     | Elvis Gregory       | Luigi Tarantino        | Sandro Cuomo                    | Giovanna Trillini         | Claudia Bokel     |                           |
| 1999     | Serhij Holubyc'kyj  | Stanislav Pozdnjakov   | Pavel Kolobkov                  | Valentina Vezzali         | Elena Zhemaeva    | Ildikó Mincza             |
| 2000     | Ralf Bißdorf        | Stanislav Pozdnjakov   | Arnd Schmitt                    | Valentina Vezzali         | Anne-Lise Touya   | Ildikó Mincza             |
| 2001     | Ralf Bißdorf        | Mihai Covaliu          | Jörg Fiedler                    | Valentina Vezzali         | Anne-Lise Touya   | Imke Duplitzer            |
| 2002     | Ralf Bißdorf        | Stanislav Pozdnjakov   | Christoph Marik                 | Valentina Vezzali         | Elena Zhemaeva    | Laura Flessel             |
| 2003     | André Weßels        | Domonkos Ferjancsik    | Christoph Marik                 | Valentina Vezzali         | Sada Jacobson     | Laura Flessel             |
| 2004     | Salvatore Sanzo     | Volodymyr Lukašenko    | Alfredo Rota                    | Valentina Vezzali         | Sada Jacobson     | Laura Flessel             |
| 2005     | Erwann Le Péchoux   | Aleksej Jakimenko      | Stefano Carozzo                 | Margherita Granbassi      | Sada Jacobson     | Imke Duplitzer            |
| 2006     | Andrea Cassarà      | Zsolt Nemcsik          | Gábor Boczkó                    | Sylwia Gruchała           | Mariel Zagunis    | Sherraine Schalm          |
| 2007     | Andrea Baldini      | Aleksej Jakimenko      | Érik Boisse                     | Valentina Vezzali         | Tan Xue           | Na Li                     |
| 2008     | Andrea Cassarà      | Luigi Tarantino        | Matteo Tagliariol               | Valentina Vezzali         | Rebecca Ward      | Ana Maria Brânză          |
| 2009     | Andrea Baldini      | Nicolas Limbach        | Gauthier Grumier                | Arianna Errigo            | Mariel Zagunis    | Ana Maria Brânză          |
| 2010     | Lei Sheng           | Nicolas Limbach        | Jörg Fiedler                    | Valentina Vezzali         | Mariel Zagunis    | Britta Heidemann          |
| 2011     | Andrea Cassarà      | Aleksej Jakimenko      | Paolo Pizzo                     | Elisa Di Francisca        | Mariel Zagunis    | Sun Yujie                 |
| 2012     | Andrea Cassarà      | Nicolas Limbach        | Nikolai Novosjolov              | Arianna Errigo            | Mariel Zagunis    | Sun Yujie                 |
| 2013     | Andrea Cassarà      | Veniamin Rešetnikov    | Rubén Limardo                   | Arianna Errigo            | Ol'ha Charlan     | Ana Maria Brânză          |
| 2014     | Ma Jianfei          | Gu Bon-gil             | Ulrich Robeiri                  | Arianna Errigo            | Ol'ha Charlan     | Emese Szász               |
| 2015     | Race Imboden        | Gu Bon-gil             | Gauthier Grumier                | Elisa Di Francisca        | Sof'ja Velikaja   | Rossella Fiamingo         |
| 2016     | Alexander Massialas | Kim Jung-hwan          | Gauthier Grumier                | Arianna Errigo            | Sof'ja Velikaja   | Emese Szász               |
| 2017     | Alexander Massialas | Gu Bon-gil             | Yannick Borel                   | Inna Deriglazova          | Anna Márton       | Violetta Kolobova         |
| 2018     | Alessio Foconi      | Eli Dershwitz          | Yannick Borel                   | Inna Deriglazova          | Ol'ha Charlan     | Mara Navarria             |
| 2019     | Alessio Foconi      | Oh Sang-uk             | Kazuyasu Minobe                 | Inna Deriglazova          | Ol'ha Charlan     | Vivian Kong               |
| 2020-21  | Alessio Foconi      | Oh Sang-uk             | Sergej Bida                     | Inna Deriglazova          | Ol'ha Charlan     | Ana Maria Brânză          |
| 2022     | Tommaso Marini      | Áron Szilágyi          | Romain Cannone                  | Lee Kiefer                | Anna Bashta       | Choi In-jeong             |
| 2023     | Alexander Massialas | Sandro Bazadze         | Davide Di Veroli                | Lee Kiefer                | Sara Balzer       | Marie-Florence Candassamy |
| 2024     | Cheung Ka Long      | Oh Sang-uk             | Koki Kano                       | Lee Kiefer                | Sara Balzer       | Vivian Kong               |
| 2025     | Ryan Choi Chun-yin  | Jean-Philippe Patrice  | Gergely Siklosy                 | Lee Kiefer                | Misaki Emura      | Song Sera                 |

### Coppa del Mondo a squadre
| Edizione | Uomini        | Uomini        | Uomini        | Donne              | Donne         | Donne         |
| Edizione | Fioretto      | Sciabola      | Spada         | Fioretto           | Sciabola      | Spada         |
| -------- | ------------- | ------------- | ------------- | ------------------ | ------------- | ------------- |
| 2000     | Cuba          | Ungheria      | Italia        | Germania           | Ungheria      | Francia       |
| 2001     | Non disputata | Non disputata | Non disputata | Non disputata      | Non disputata | Non disputata |
| 2002     | Germania      | Ungheria      | Australia     | Romania            | Germania      | Romania       |
| 2003     | Italia        | Russia        | Francia       | Italia             | Francia       | Stati Uniti   |
| 2004     | Germania      | Francia       | Francia       | Polonia            | Francia       | Romania       |
| 2005     | Francia       | Italia        | Francia       | Russia             | Russia        | Russia        |
| 2006     | Francia       | Francia       | Francia       | Russia             | Francia       | Russia        |
| 2007     | Germania      | Francia       | Francia       | Russia             | Francia       | Russia        |
| 2008     | Italia        | Francia       | Francia       | Russia             | Cina          | Stati Uniti   |
| 2009     | Italia        | Italia        | Italia        | Italia             | Ucraina       | Italia        |
| 2010     | Italia        | Italia        | Italia        | Italia             | Russia        | Polonia       |
| 2011     | Italia        | Russia        | Russia        | Italia             | Russia        | Romania       |
| 2012     | Italia        | Russia        | Stati Uniti   | Italia             | Russia        | Russia        |
| 2013     | Stati Uniti   | Russia        | Ungheria      | Italia             | Cina          | Ucraina       |
| 2014     | Francia       | Russia        | Francia       | Italia             | Stati Uniti   | Russia        |
| 2015     | Russia        | Italia        | Francia       | Russia             | Russia        | Cina          |
| 2016     | Stati Uniti   | Russia        | Francia       | Russia             | Russia        | Romania       |
| 2017     | Francia       | Corea del Sud | Corea del Sud | Italia             | Italia        | Cina          |
| 2018     | Stati Uniti   | Corea del Sud | Corea del Sud | Italia             | Francia       | Stati Uniti   |
| 2019     | Stati Uniti   | Corea del Sud | Russia        | Russia             | Francia       | Russia        |
| 2020-21  | Stati Uniti   | Corea del Sud | Francia       | Russia             | Russia        | Cina          |
| 2022     | Italia        | Corea del Sud | Francia       | Italia             | Francia       | Corea del Sud |
| 2023     | Giappone      | Corea del Sud | Francia       | Italia             | Francia       | Corea del Sud |
| 2024     | Italia        | Corea del Sud | Giappone      | Italia             | Francia       | Italia        |
| 2025     | Italia        | Ungheria      | Giappone      | Italia Stati Uniti | Francia       | Italia        |